# David Lionel Goldsmid-Stern-Salomons
Pour les articles homonymes, voir Goldsmid.
David Lionel Goldsmid-Stern-Salomons (28 janvier 1851 - 19 avril 1925), 2e baronnet (en), est un inventeur britannique.

## Biographie
Fils de Philip Salomons (en) et d'Emma Montefiore, et neveu de David Salomons, il succède à ce dernier dans le titre de baronnet en 1873. Il épouse Laura Stern, fille de Hermann Stern et de Julia Goldsmid (nièce d'Isaac Lyon Goldsmid). Il ajouta en 1899 les noms et armes de Goldsmid (en) et de Stern.
Il suit ses études à l'University College of London et à Caius College (Cambridge) et est admis à Middle Temple en 1874.
Il devient Justice of the Peace, Deputy Lieutenant et Sheriff du Kent en 1880, maire de Tunbridge Wells, conseiller pour Tonbridge, puis Justice of the Peace pour Londres, Middlesex, Sussex et Westminster.
Maire de Tunbridge Wells, il y organise la première manifestation automobile le 15 octobre 1895. 
Il publia des travaux scientifiques et s’intéressa particulièrement à la question de l'horlogerie.
Il a collectionné plus de 5000 pièces sur l'histoire des moyens de locomotion. 
Sa collection a été donnée au département des Estampes et de la photographie de la Bibliothèque nationale de France en 1931 et 1935. 